# Endang Nursugianti

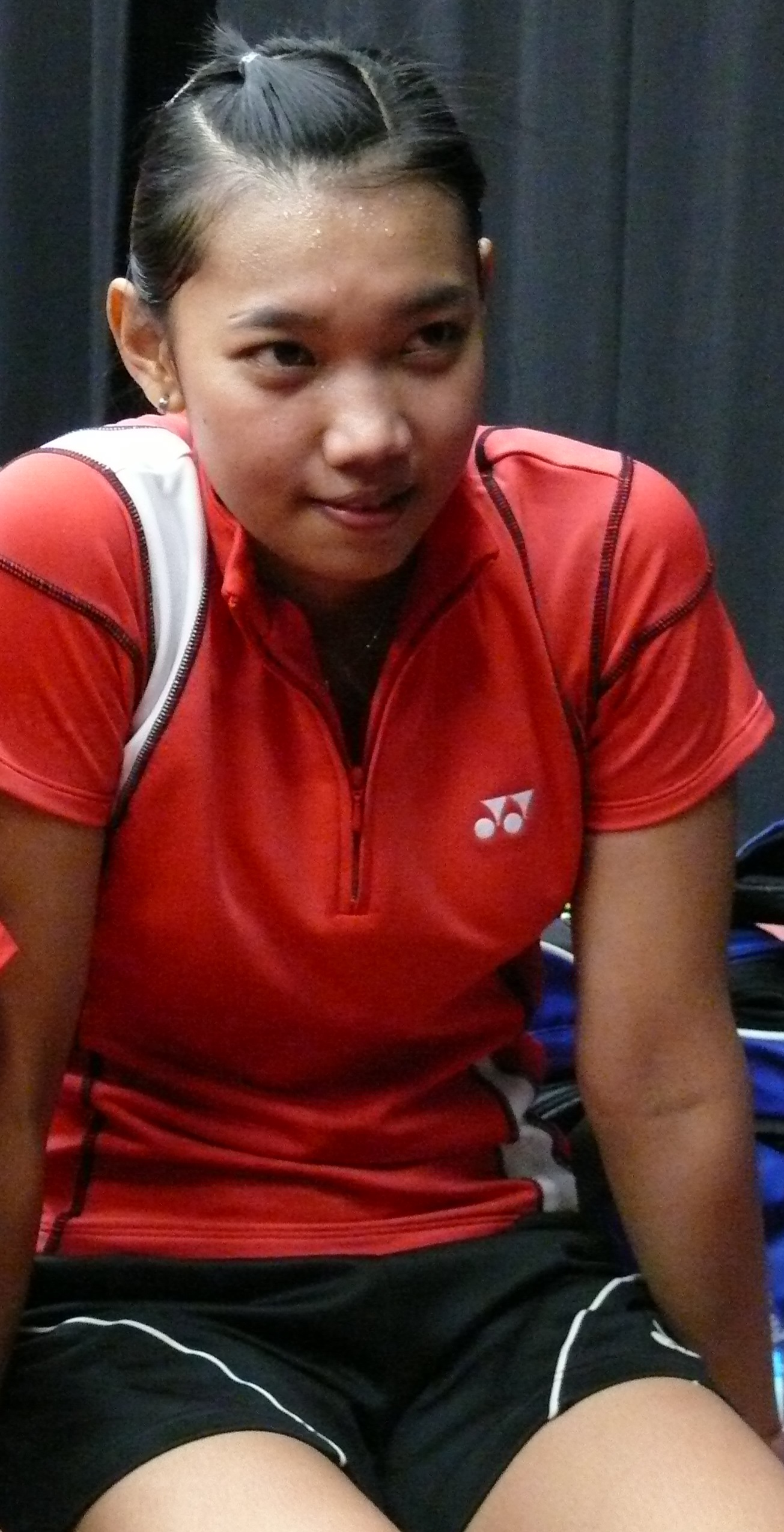
Endang Nursugianti, 2006

Endang Nursugianti (* 29. November 1983 in Jakarta) ist eine indonesische Badmintonspielerin.

## Karriere
Ihren ersten großen internationalen Erfolg feierte bei den Asienmeisterschaften 2005, wo sie Bronze im Mixed mit Muhammad Rizal gewann. Des Weiteren gewann sie die Damendoppelwertung bei den Dutch Open 2006 zusammen mit Rani Mundiasti. Bei der Badminton-Weltmeisterschaft ein Jahr zuvor standen sie im Achtelfinale. Beim Sudirman Cup 2007 und dem Uber Cup 2008 wurde sie Vizeweltmeisterin mit dem indonesischen Team.

## Erfolge
| Saison | Veranstaltung      | Disziplin       | Platz | Name                                |
| ------ | ------------------ | --------------- | ----- | ----------------------------------- |
| 2005   | Asienmeisterschaft | Mixed           | 3     | Muhammad Rizal / Endang Nursugianti |
| 2006   | Dutch Open         | Damendoppel     | 1     | Rani Mundiasti / Endang Nursugianti |
| 2007   | Sudirman Cup       | Gemischtes Team | 2     | Indonesien                          |
| 2008   | Uber Cup           | Damenteam       | 2     | Indonesien                          |